# Ursinoscorpaenopsis kitai
Ursinoscorpaenopsis kitai és una espècie de peix pertanyent a la família dels escorpènids i l'única del gènere Ursinoscorpaenopsis.

## Descripció
- Fa 24 cm de llargària màxima.[3][4]

## Hàbitat
És un peix marí, demersal i de clima subtropical que viu fins als 138 m de fondària.

## Distribució geogràfica
Es troba al Pacífic nord-occidental: el Japó.

## Observacions
És inofensiu per als humans.